# Meeting d'hiver 2013-2014
 (juin 2021).
Navigation
Meeting d'hiver 2014-2015
Le Meeting d’hiver de Vincennes 2013-2014 s'étale sur quatre mois. Les courses hippiques au trot attelé et au trot monté commencent le 30 octobre 2013 et se terminent le 1er mars 2014 sur l'hippodrome de Vincennes. Onze épreuves de niveau groupe I et quarante-huit de niveau groupe II jalonneront le meeting avec en point d’orgue le Grand Prix d'Amérique le dernier dimanche de janvier. On peut noter également la finale du Grand National du Trot, le 1er décembre 2013, le Critérium des 3 ans, le 8 décembre 2013, le Prix de Cornulier, le 19 janvier 2014, le Grand Prix de France, le 9 février 2014 et enfin le Grand Prix de Paris, le 23 février 2014 comme autres épreuves principales.

## Le meeting d’hiver 2013-2014 en chiffres
- Dates : du 30 octobre 2013 au 1er mars 2014
- Réunions : 88 dont 11 en nocturne
- Nombre total de courses : 725, 478 au trot attelé et 247 au trot monté
- Allocations distribuées : 48 265 000 €
- Courses internationales : 21
- Courses européennes : 121

## L'hippodrome de Vincennes, théâtre du meeting d'hiver
- Les pistes

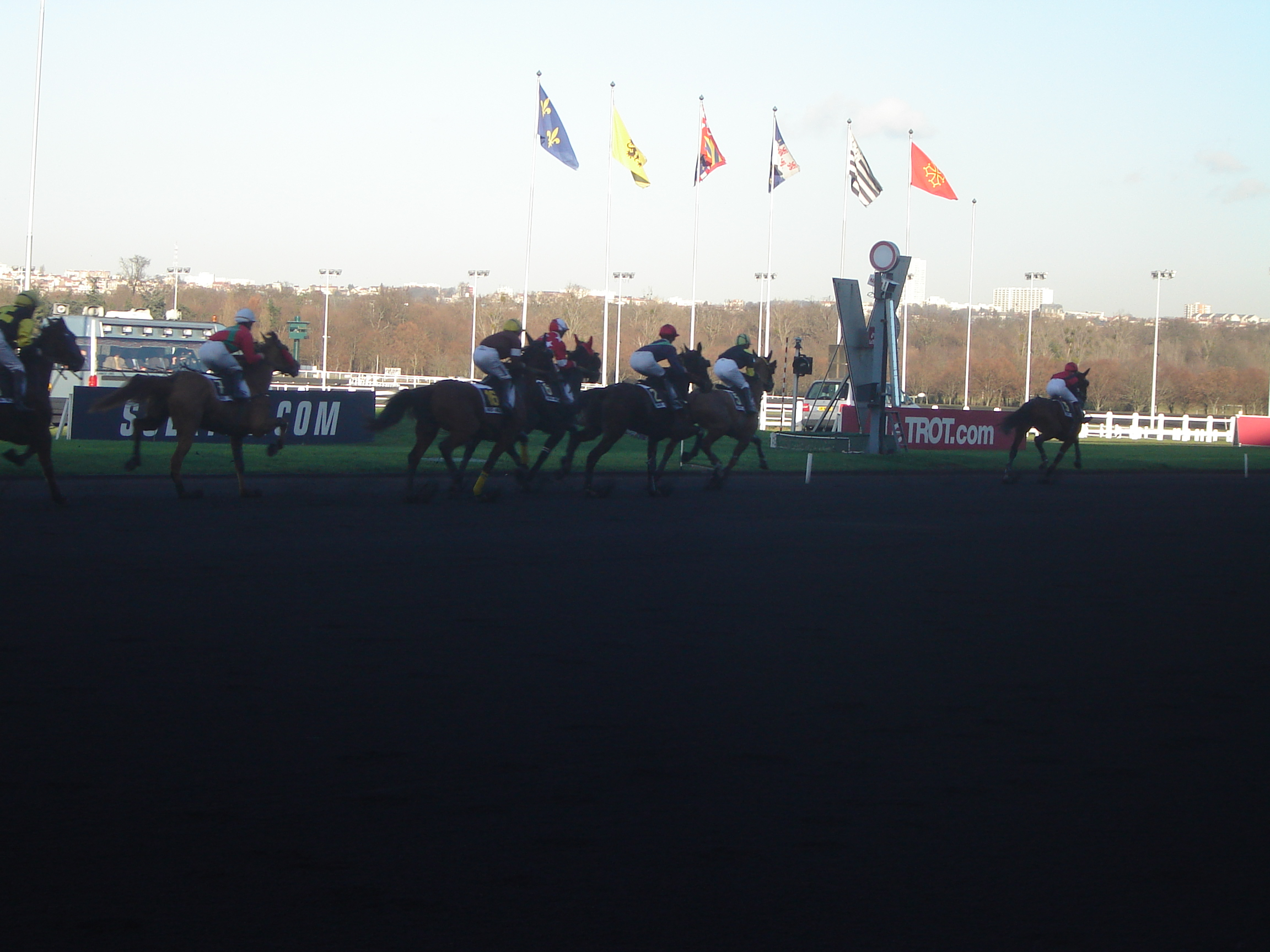
Passage d'un prix de série dans la ligne droite d'arrivée de Vincennes lors du meeting d'hiver 2013-2014

L’hippodrome de Vincennes s’étend sur 42 hectares sur le plateau de Gravelle au cœur du bois de Vincennes. La piste extérieure, longue de 1 975 mètres, appelée grande piste, est célèbre pour sa montée dans la ligne opposée de l’arrivée.
Elle rend les courses du meeting très sélectives. La piste intérieure, dite petite piste, longue de 1 325 mètres, est quant à elle entièrement plate. Equipée d’un éclairage, elle est utilisée lors des réunions en nocturne du meeting ou en fin de réunion diurne lorsque le jour tombe. 
Le sol des pistes est constitué avec du mâchefer.
- Les écuries

Durant le meeting la plupart des trotteurs prennent leurs quartiers d’hiver au centre d'entraînement de Grosbois à Boissy-Saint-Léger en Val-de-Marne. Pendant les réunions sur l’hippodrome, 150 boxes sont à disposition des professionnels.
- Les infrastructures

L’hippodrome permet de recevoir jusqu’à 40000 spectateurs. Il est doté d’un grand hall de 3 000 m2, de restaurants panoramiques donnant sur les pistes et d’un écran géant de 118 m2 qui fait partie des plus grands d’Europe .

## Les courses majeures du meeting

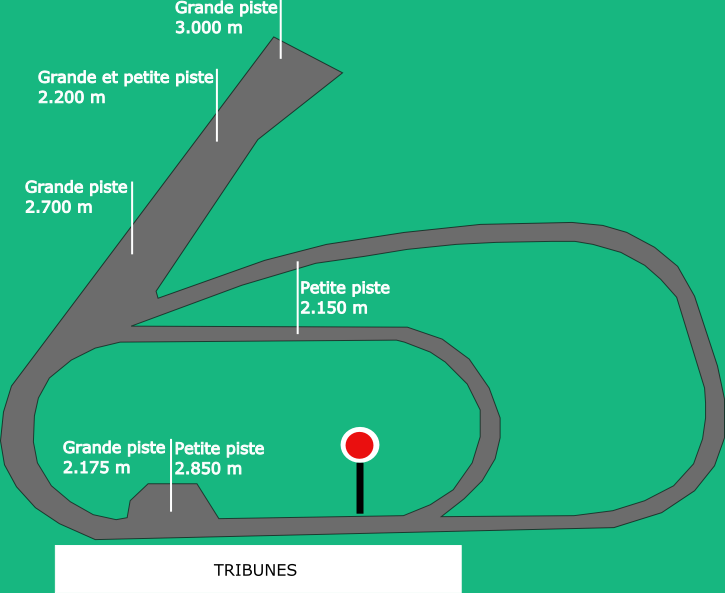
Les pistes de l'hippodrome.

Les épreuves principales, labellisées groupe I, sont au nombre de onze. Huit épreuves de trot attelé et trois au trot monté.

### Trot attelé
- Critérium des 3 ans
- Critérium Continental
- Grand Prix d'Amérique
- Prix des Centaures
- Grand Prix de France
- Grand Prix de Paris
- Critérium des Jeunes
- Prix de Sélection

### Trot monté
- Prix de Vincennes
- Prix de l'Île-de-France
- Prix de Cornulier

## Lever de rideau
- 30 octobre 2013

Date d'ouverture officielle du meeting, une première épreuve semi-classique est à l'affiche : le Prix Reynolds (groupe II pour cinq à dix ans au trot monté). L’épreuve réunit onze partants. Deux juments sont à suivre particulièrement : Quarry Bay, deuxième du Prix de Cornulier 2013, et Roxane Griff, plus revue dans la spécialité depuis 2010 mais possédant de sérieux titres à l’attelage (Prix de Paris et Prix de Bretagne en 2012). Le duel annoncé a bien lieu sur la piste, Roxane Griff s’imposant avec maîtrise devant Quarry Bay. L’autre  épreuve majeure de cette réunion inaugurale, le Prix des Cévennes, un groupe III pour six à dix ans au trot attelé, voit la victoire de Tiégo d'Étang.
| Prix          | Vainqueur    | S/A | Pays   | Temps  | Distance | Père           | Driver      | Deuxième   | Troisième   |
| Prix Reynolds | Roxane Griff | F.8 | France | 1'11"3 | 2 175 m  | Ténor de Baune | Éric Raffin | Quarry Bay | Sakura Jiel |

- 4 novembre 2013

La piste de Vincennes est le théâtre de trois courses de niveau groupe II, deux étant réservées aux concurrents de la génération des trois ans (Prix Reine du Corta et Prix Abel Bassigny). Le troisième, le Prix Olry-Roederer, réservé aux quatre ans montés, est une consolante du Prix du Président de la République dans la mesure où les conditions de course sont les mêmes hormis le recul de 25 mètres imposé aux chevaux les plus riches (gains supérieurs à 390 000 euros).
Dans le Prix Reine du Corta, Avila, la pensionnaire de Thierry Duvaldestin se présente en favorite à la vue de ses titres dans le Critérium des Jeunes et dans le Prix de l'Étoile en 2013. À l’issue d’une course tactique et dans conditions météorologiques venteuses, Anastasia Fella s’impose devant Axelle Dark et Avila. Chez les mâles, dans le Prix Abel Bassigny, la hiérarchie des 3 ans est moins établie. Akim du Cap Vert, inconstant, Aldo des  Champs, sur la montante, ou Africain sont de possibles lauréats. Un quatrième protagoniste, Aladin d'Écajeul, passe finalement le poteau en tête et devance ces trois chevaux.
| Prix                | Vainqueur        | S/A | Pays   | Temps  | Distance | Père           | Driver                   | Deuxième         | Troisième          |
| Prix Reine du Corta | Anastasia Fella  | F.3 | France | 1'14"4 | 2 175 m  | Goetmals Wood  | Franck Nivard            | Axelle Dark      | Avila              |
| Prix Abel Bassigny  | Aladin d'Écajeul | M.3 | France | 1'13"3 | 2 175 m  | Quaker Jet     | Éric Raffin              | Akim du Cap Vert | Africain           |
| Prix Olry-Roederer  | Valse Castelets  | F.4 | France | 1'14"7 | 2 850 m  | Memphis du Rib | Jean-Loïc-Claude Dersoir | Votka Bleue      | Vincitore Ermitage |

- 7 novembre 2013

Le Prix Marcel Laurent (groupe II pour 4 et 5 ans) est au menu. Ils sont dix-sept trotteurs à se placer derrière les ailes de l’autostart sur le parcours des 2 100 m. Le label européen de l’épreuve permet la présence de six chevaux  étrangers au départ, quatre italiens et deux suédois. Les concurrents étrangers figurent régulièrement au palmarès de ce Prix Marcel Laurent avec six victoires étrangères  sur les douze dernières éditions dont celle de Gigant Néo en 2002. L’édition 2013 s’annonce ouverte, sans épouvantail au départ. Avant coup, les meilleures chances françaises semblent détenues par Victoire et Vaux le Vicomte, celles des étrangers par Pascia’Lest et Princess Griff. La jument française Victoire porte bien son nom en s’adjugeant l’épreuve devant Valse Darling et l’italien Pascia’Lest. 
| Prix                | Vainqueur | S/A | Pays   | Temps  | Distance | Père  | Driver          | Deuxième      | Troisième   |
| Prix Marcel Laurent | Victoire  | F.4 | France | 1'12"0 | 2 100 m  | Kitko | Mathieu Mottier | Valse Darling | Pascia’Lest |

- 11 novembre 2013

Le Prix Louis Tillaye, groupe II pour 3 ans montés, est l’épreuve phare de la réunion. Des champions comme Jardy, Mara Bourbon ou Texas Charm figurent au palmarès de l'épreuve. Asana Trembladaise remporte l’édition 2013 d’une courte tête devant Aquarelle de Faël, cette dernière ne peut donner toute sa pleine mesure dans la ligne droite finale en voulant éviter la faute. Aquarelle de Faël confirme une fois de plus qu’elle est difficile à piloter. 
| Prix               | Vainqueur          | S/A | Pays   | Temps  | Distance | Père        | Driver          | Deuxième          | Troisième    |
| Prix Louis Tillaye | Asana Trembladaise | F.3 | France | 1'16"7 | 2 700 m  | Kuadro Wild | Anthony Dollion | Aquarelle de Faël | Atwood Griff |

## Les «4B», en route vers l'Amérique
- 16 novembre 2013

Après quelques réunions de semaine, ponctuées de courses de niveau groupe II surtout réservées aux jeunes chevaux, le meeting d’hiver prend une tout autre dimension avec une première réunion durant le week-end et la tenue du Prix de Bretagne. Cette course est chronologiquement  la première des « 4B », courses réservées aux meilleurs trotteurs de Vincennes et qualificatives pour le Grand Prix d'Amérique, le dernier dimanche de janvier. Les trois autres « B » sont les Prix du Bourbonnais, Prix de Bourgogne et Prix de Belgique. En 2010, les conditions de course du Prix de Bretagne ont  été changées. Désormais tous les chevaux partent au  même  poteau, les plus riches n’ont plus à rendre la distance, ce qui fait désormais de l’épreuve un objectif en soi. Le champion Ready Cash, double lauréat du Grand Prix d'Amérique en 2011 et 2012, n'est pas de la partie mais on retrouve au départ des concurrents de la trempe d’Up and Quick, récent vainqueur du Critérium des 5 ans, Tiégo d'Étang, sur la montante, ou Vanika du Ruel, lauréate du Critérium des Jeunes et du Critérium des 3 ans. La génération des 5 ans prend le pouvoir dans cette édition 2013, Uhlan du Val devance Up and Quick. Tiégo d'Étang, installé favori avant la course, doit se contenter du troisième rang. Les meilleurs aînés, Ready Cash, Royal Dream, Timoko et Texas Charm sont prévenus, la jeune génération gagne ses galons pour le meeting d’hiver.
| Prix              | Vainqueur        | S/A | Pays   | Temps  | Distance | Père               | Driver           | Deuxième     | Troisième       |
| Prix de Bretagne  | Uhlan du Val     | M.5 | France | 1'14"8 | 2 700 m  | Islero de Bellouet | Cédric Mégissier | Up and Quick | Tiégo d'Étang   |
| Prix Edmond Henry | Un Team de Nacre | M.5 | France | 1'12"9 | 2 700 m  | First de Retz      | Damien Bonne     | Ulysse       | Tenerife Turgot |

- 18 novembre 2013

Deux  épreuves pour jeunes chevaux se détachent du programme de cette réunion du 18 novembre, le Prix Annick Dreux et le Prix Jacques de Vaulogé. On y retrouve presque les mêmes protagonistes que dans les Prix Reine du Corta et Prix Abel Bassigny disputés deux semaines auparavant mais sur une distance plus longue, le parcours classique des 2 700 m de la grande piste de Vincennes. Le principal objectif de tous ces concurrents étant le Critérium des 3 ans, premier groupe I du meeting disputé le 8 décembre. Chez les pouliches, dans le Prix Annick Dreux, on retrouve donc Anastasia Fella, Axelle Dark et Avila qui constituaient le podium du Prix Reine du Corta. Les trois pouliches confirment leur grande suprématie sur la génération et prennent les trois premières places. Anastasia Fella est de nouveau la première à passer le poteau en tête après une course encore très tactique comme le montre la modeste réduction kilométrique de l'épreuve en 1'16"1.  Chez les poulains, on revoit en piste trois des quatre premiers du Prix Abel Bassigny : Akim du Cap Vert, pensionnaire de Franck Anne, Africain et Aldo des Champs. Comme chez les femelles les trois concurrents précités s’adjugent les trois premiers rangs, dans un ordre différent du Prix Abel Bassigny cependant : Aldo des Champs devant Akim du Cap Vert et Africain.
| Prix                    | Vainqueur       | S/A | Pays   | Temps  | Distance | Père            | Driver            | Deuxième         | Troisième   |
| Prix Annick Dreux       | Anastasia Fella | F.3 | France | 1'16"1 | 2 700 m  | Goetmals Wood   | Franck Nivard     | Avila            | Axelle Dark |
| Prix Jacques de Vaulogé | Aldo des Champs | M.3 | France | 1'14"9 | 2 700 m  | Prince d’Espace | Matthieu Abrivard | Akim du Cap Vert | Africain    |

- 28 novembre 2013

Le Prix Joseph Lafosse, pour cinq ans montés, est à l’affiche après une coupure de dix jours sans épreuves de niveau semi-classique. On revoit comme principaux acteurs la ligne du Prix Edmond Henry sans la génération des six ans. Un Team de Nacre et Ulysse sont donc à suivre de près. Quant à Uppercut du Rib, il peut courir en progression. Comme attendu, on assiste à une réédition du jumelé du Prix Edmond Henry, dans un ordre différent cette fois, Ulysse devant Un Team de Nacre.
| Prix                | Vainqueur | S/A | Pays   | Temps  | Distance | Père     | Driver          | Deuxième         | Troisième |
| Prix Joseph Lafosse | Ulysse    | M.5 | France | 1'13"9 | 2 700 m  | Love You | Thomas Levesque | Un Team de Nacre | Utoky     |

- 30 novembre 2013

La principale attraction de la journée est le Prix Doynel de Saint-Quentin pour 5 ans à l’attelé. Les deux meilleurs chevaux au papier, Up and Quick et Univers de Pan, ont la lourde tâche de devoir rendre 25 mètres au reste du peloton composé notamment d’une délégation de chevaux italiens et suédois aux dents longues. Up and Quick est finalement déclaré non partant avant le départ. Une Fille d’Amour profite d’une course sans train pour placer sa pointe de vitesse dévastatrice et remporter la palme. Univers de Pan se classe troisième malgré son handicap initial. L’autre groupe II du jour pour chevaux d’âge au monté, le Prix Paul Buquet, est quant à lui mené tambour battant. Rubis d’Airpret passe le poteau en tête et abaisse du même coup le record chronométrique de l’épreuve en 1'13"6.
| Prix                         | Vainqueur         | S/A | Pays   | Temps  | Distance | Père             | Driver        | Deuxième         | Troisième      |
| Prix Paul Buquet             | Rubis d'Airpret   | H.8 | France | 1'13"6 | 2 850 m  | Kaiser Sozé      | Éric Raffin   | Rapide du Digeon | Ratio Thieben  |
| Prix Doynel de Saint-Quentin | Une Fille d'Amour | F.5 | France | 1'15"1 | 2 850 m  | Infant du Bossis | David Thomain | Orient Horse     | Univers de Pan |

- 1er décembre 2013

Pour cette première réunion dominicale du meeting d’hiver, ils ne sont que neuf à se présenter à l'épreuve finale du Grand National du trot 2013. Jamais cette course de clôture n’avait réuni si peu de partants depuis la création du GNT. Swedishman, malgré sa disqualification pour ses allures irrégulières lors de cette finale, remporte le classement général final grâce à ses victoires dans les étapes d’Amiens, de Marseille-Borély et de Lyon-La Soie. Treskool du Caux, bien mené par Franck Nivard, est le vainqueur de l'épreuve de clôture.
| Prix                              | Vainqueur        | S/A | Pays   | Temps  | Distance | Père         | Driver         | Deuxième          | Troisième          |
| Clôture du Grand National du trot | Treskool du Caux | M.6 | France | 1'14"3 | 2 850 m  | Kool du Caux | Franck Nivard  | Ton Rêve de Cahot | Septuor            |
| Prix Philippe du Rozier           | Vision Intense   | F.4 | France | 1'11"9 | 2 175 m  | Prodigious   | Nathalie Henry | Viva Forest       | Vicomte Boufarcaux |

- 7 décembre 2013

Un week-end très dense est proposé sur le plateau de Gravelle. Le Prix du Bourbonnais, deuxième course préparatoire au Grand Prix d'Amérique est à l’affiche. À la différence du Prix de Bretagne, les plus grands champions sont présents sur la cendrée de Vincennes : Ready Cash, Royal Dream, Timoko et Texas Charm. Seul ce dernier n’a pas à rendre la distance de 25 mètres et semble donc le mieux placé pour jouer les premiers rôles tant il est devenu difficile de rendre victorieusement la distance à Vincennes. Uhlan du Val est également bien placé au premier poteau et veut confirmer son Prix de Bretagne victorieux. Avec cinq chevaux du premier poteau aux cinq premières places, le déroulement de ce Prix du Bourbonnais montre que les ténors n’ont pas la faculté ou tout du moins la réelle envie de rendre victorieusement la distance si tôt dans le meeting, de peur de griller de précieuses cartouches pour la suite. Le gros outsider Triode de Fellière, retrouvée après sa finale du GNT manquée, devance de peu Uhlan du Val, véritable métronome dans les trois premiers. Dans le Prix Ariste-Hémard, Vanika du Ruel retrouve une tâche plus à sa portée face à ses contemporaines à la suite de tentatives compliquées face aux aînés. Elle doit redouter prioritairement Victoire, lauréate du Prix Marcel Laurent. Celle-ci porte décidément bien son patronyme en franchissant de nouveau le poteau la première. Vanika du Ruel n’est plus que l’ombre de sa splendeur passée et échoue au sixième rang. Le Prix Raoul Ballière, pour trois ans au monté, est une course revanche du  Prix Louis Tillaye mais sur un tracé plus court cette fois. Asana Trembladaise y confirme sa suprématie provisoire sur sa génération au monté.
| Prix                | Vainqueur          | S/A | Pays   | Temps  | Distance | Père          | Driver             | Deuxième     | Troisième       |
| Prix du Bourbonnais | Triode de Fellière | F.6 | France | 1'14"6 | 2 850 m  | Derby du Gite | Anthony Barrier    | Uhlan du Val | Soleil du Fossé |
| Prix Ariste-Hémard  | Victoire           | F.4 | France | 1'14"8 | 2 700 m  | Kitko         | Jean-Philippe Mary | Vive Daidou  | Viva Island     |
| Prix Raoul Ballière | Asana Trembladaise | F.3 | France | 1'14"6 | 2 175 m  | Kuadro Wild   | Anthony Dollion    | Aston Fly    | Ayrton Griff    |

- 8 décembre 2013

La première course classique du meeting d’hiver, le Critérium des 3 ans, de niveau groupe I, met aux prises les meilleurs trois ans du trot français. C’est l’objectif majeur du meeting pour cette génération. Le grand fait marquant de la course est la véritable hécatombe chez les favoris, presque tous disqualifiés pour allures irrégulières. Anastasia Fella, Axelle Dark, Avila, Akim du Cap Vert et Aldo des Champs subissent tous les foudres des juges aux allures. Il est rare de voir une telle déconfiture des favoris dans une joute de ce niveau. Seul Aladin d’Écajeul, déjà lauréat du Prix Abel Bassigny en début de meeting, tient son rang en l’emportant devant une série d’outsiders. Le résultat de ce critérium vient rappeler que chez les jeunes chevaux la hiérarchie est rapidement changeante. Le Prix Octave Douesnel, pendant pour les mâles du Prix Ariste-Hémard disputé la veille, est également au menu. Village Mystic, produit de l'étalon Love You, s'y montre le plus fort.
| Prix                | Vainqueur        | S/A | Pays   | Temps  | Distance | Père       | Driver      | Deuxième         | Troisième      | Quatrième | Cinquième         |
| Critérium des 3 ans | Aladin d’Écajeul | M.3 | France | 1'14"0 | 2 700 m  | Quaker Jet | Éric Raffin | Ausone du Kastel | Alésia d'Atout | Albéric   | Artiste de Joudes |

| Prix                 | Vainqueur      | S/A* | Pays   | Temps  | Distance | Père     | Driver        | Deuxième       | Troisième |
| Prix Octave Douesnel | Village Mystic | M.4  | France | 1'14"3 | 2 700 m  | Love You | Louis Baudron | Voyage de Rêve | Vigove    |

- 20 décembre 2013

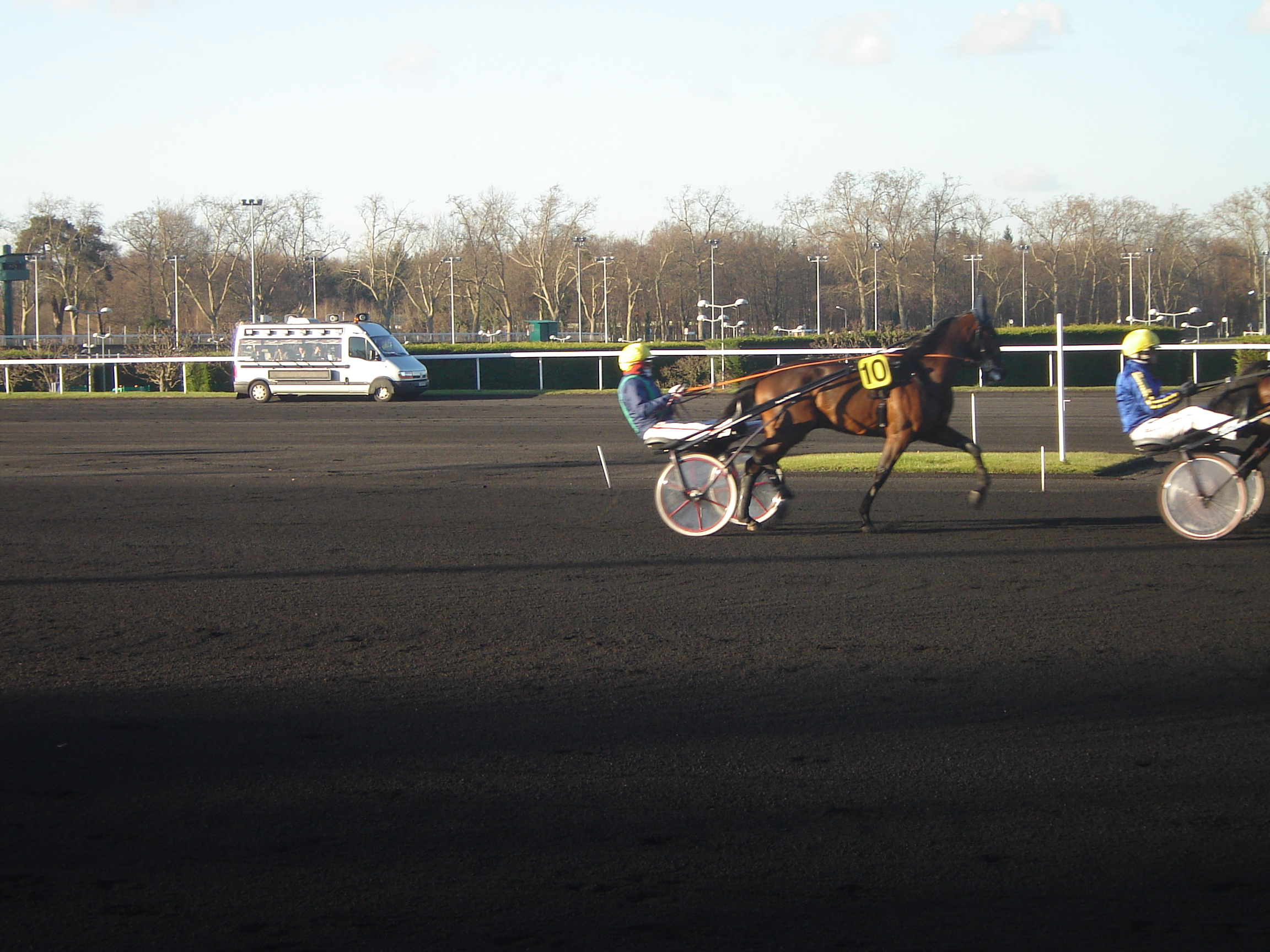
Brillantissime à l'échauffement avant sa victoire dans le Prix Emmanuel Margouty

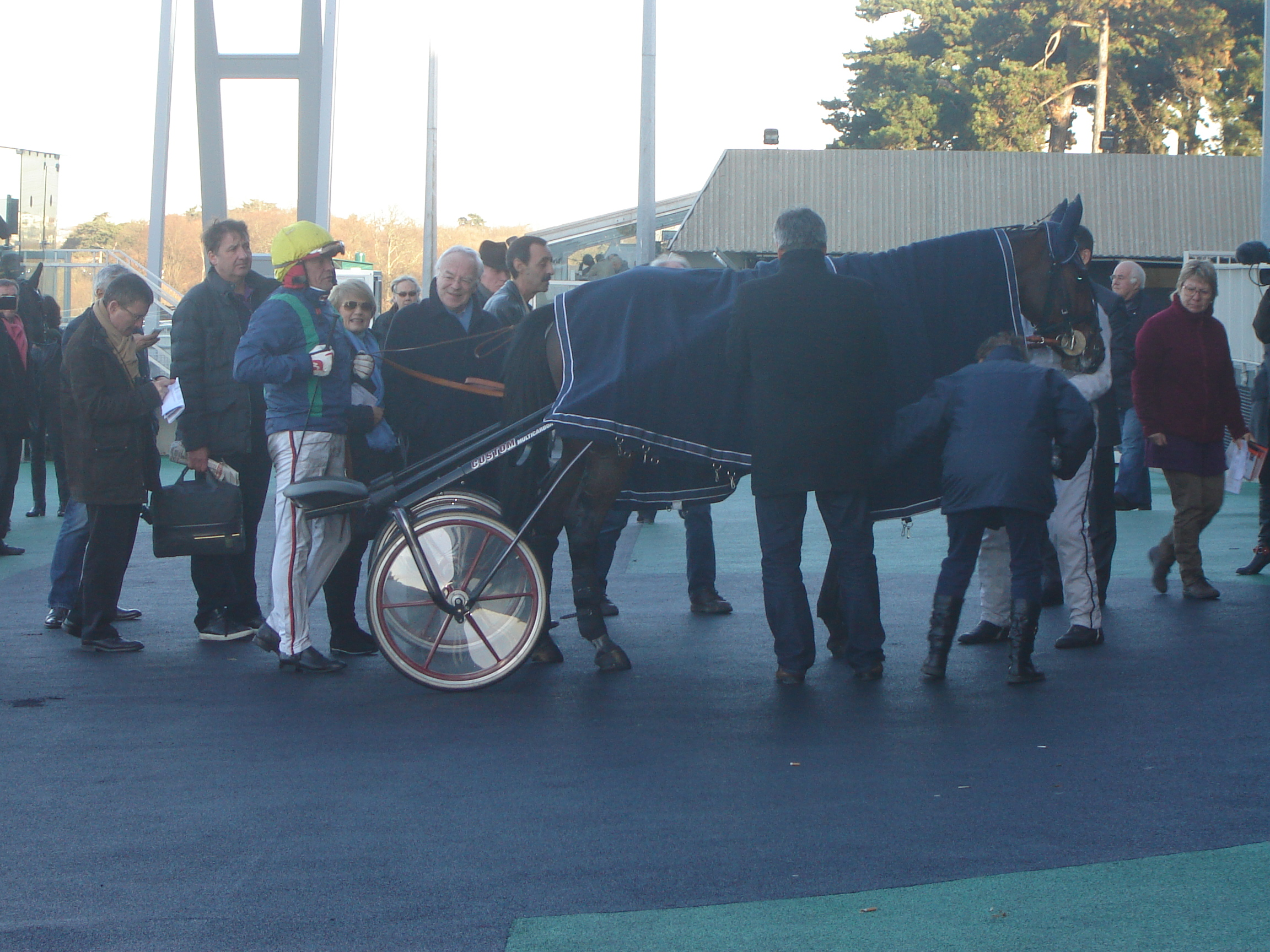
Brillantissime et Jos Verbeeck après leur victoire dans le Prix Emmanuel Margouty

Le Prix Emmanuel Margouty est la première compétition semi-classique pour poulains de 2 ans. Mis à part Général du Pommeau en 1996 ou Ready Cash en 2007 il est assez rare de voir de futurs grands cracks au palmarès de l'épreuve. C'est un rejeton du même Ready Cash, Brillantissime, qui se présente au départ avec la meilleure réduction kilométrique (1'15"4). Curieusement il n'est pourtant pas installé favori au départ mais il réussit à se faufiler dans la ligne droite d'arrivée pour l'emporter.
| Prix                   | Vainqueur      | S/A* | Pays   | Temps  | Distance | Père       | Driver       | Deuxième    | Troisième        |
| Prix Emmanuel Margouty | Brillantissime | M.2  | France | 1'14"7 | 2 175 m  | Ready Cash | Jos Verbeeck | Bird Parker | Bolide de Guéron |

- 21 décembre 2013

Quelques concurrentes se présentent invaincues dans le Prix Une de Mai, premier rendez-vous semi-classique pour les pouliches de 2 ans. Parmi elles, Be My Girl semble posséder le plus de marge mais elle est battue par Billie de Montfort. Le Prix Jules Lemonnier est l’avant dernière course préparatoire avant le grand rendez-vous sous la selle du meeting, le Prix de Cornulier. Un vainqueur de Prix Jules Lemonnier donne cependant rarement un vainqueur de Prix de Cornulier. Seul le trotteur d’exception Jag de Bellouet réalisa ce doublé dans un passé récent, en 2003-2004 et 2004-2005. Dans la présente édition, Roxane Griff tente d’y confirmer sa reconversion réussie vers le trot monté. Celle-ci déçoit et ce sont deux 7 ans, Save The Quick et Singalo qui prennent les deux premières places. À noter que les deux lauréats semi-classiques du jour sont tous deux des produits de Jasmin de Flore.
| Prix                 | Vainqueur          | S/A | Pays   | Temps  | Distance | Père            | Driver          | Deuxième   | Troisième     |
| Prix Une de Mai      | Billie de Montfort | F.2 | France | 1'13"7 | 2 175 m  | Jasmin de Flore | Éric Raffin     | Be My Girl | Beauty Turgot |
| Prix Jules Lemonnier | Save The Quick     | M.7 | France | 1'11"5 | 2 175 m  | Jasmin de Flore | Mathieu Mottier | Singalo    | Quarry Bay    |

- 22 décembre 2013

Deux courses classiques, de niveau groupe I, animent cette réunion dominicale. À l’attelé, le Critérium Continental fait le plein de partants, avec dix-huit concurrents derrière les ailes de l’autostart. Victoire, déjà deux fois lauréate dans ce meeting, tente la passe de trois mais a face à elle Village Mystic. Ces deux candidats profitent de leur belle forme et de leur position privilégiée derrière l’autostart, avec respectivement les numéros 4 et 2, pour former le jumelé gagnant de l’épreuve. Le Prix de Vincennes met aux prises les meilleurs 3 ans montés. Asana Trembladaise y tente aussi un triplé dans ce meeting. Disqualifiée, le leadership de la génération est laissé à une autre femelle, Atlessima.
| Prix                  | Vainqueur | S/A | Pays   | Temps  | Distance | Père    | Driver          | Deuxième       | Troisième         | Quatrième        | Cinquième    |
| Critérium Continental | Victoire  | F.4 | France | 1'12"2 | 2 100 m  | Kitko   | Mathieu Mottier | Village Mystic | Viking de Val     | Dreams Take Time | Porthos Amok |
| Prix de Vincennes     | Atlessima | F.3 | France | 1'14"4 | 2 700 m  | Rocklyn | Éric Raffin     | Agrippine      | Apollon de la Lys | Atwood Griff     | Airport      |

| Prix                | Vainqueur       | S/A* | Pays   | Temps  | Distance | Père           | Driver                   | Deuxième        | Troisième          |
| Prix Émile Riotteau | Valse Castelets | F.4  | France | 1'14"5 | 2 850 m  | Memphis du Rib | Jean-Loïc-Claude Dersoir | Vic du Boisnant | Vicomte Boufarcaux |

- 29 décembre 2013

En vue du Grand Prix d'Amérique, les masques tombent à l’occasion de ce Prix de Bourgogne 2013. Débarrassés de leur handicap de 25 mètres, les cracks peuvent s’expliquer à armes égales. Texas Charm fait une très grosse impression et explose le record de l’épreuve en 1'10"0. La pensionnaire de Jean-Paul Marmion, Triode de Fellière, prend la deuxième place malgré son numéro 11 derrière la voiture. Ready Cash, triple tenant de l’épreuve, ne démérite pas mais doit se contenter du troisième rang et constater la fulgurante montée en puissance de Texas Charm. 
| Prix              | Vainqueur   | S/A* | Pays   | Temps  | Distance | Père             | Driver        | Deuxième           | Troisième  |
| Prix de Bourgogne | Texas Charm | M.6  | France | 1'10"0 | 2 100 m  | Cygnus d'Odyssée | Julien Dubois | Triode de Fellière | Ready Cash |

- 4 janvier 2014

Avec le passage à la nouvelle année, tous les trotteurs de Vincennes prennent une année au compteur. On retrouve donc la génération des ‘A’ dans une course réservée aux quatre ans, le Prix de Tonnac-Villeneuve. Aladin d’Écajeul  tente d’y confirmer sa suprématie face à des concurrents revanchards du Critérium des 3 ans. Disqualifié en début de parcours, il laisse la voie libre à ces derniers qui n’en demandaient pas tant. Dans le Prix Léon Tacquet, au monté, tout sera question de sagesse pour les deux concurrentes les plus riches et les plus douées de la compétition, Vision intense et Valse Castelets. En effet, ces deux femelles soufflent le chaud et le froid en alternant victoires impressionnantes et disqualifications pour allures irrégulières. Vision Intense impressionne de nouveau. Valse Castelets, ferrée pour l’occasion et meilleure sur plus long, finit au quatrième rang.
| Prix                      | Vainqueur        | S/A* | Pays   | Temps  | Distance | Père          | Driver         | Deuxième      | Troisième         |
| Prix de Tonnac-Villeneuve | Akim du Cap Vert | M.4  | France | 1'13"0 | 2 175 m  | First de Retz | Franck Anne    | Axelle Dark   | Artiste de Joudes |
| Prix Léon Tacquet         | Vision Intense   | F.5  | France | 1'12"9 | 2 175 m  | Prodigious    | Nathalie Henry | Vaillant Cash | Valdice de Mars   |

- 5 janvier 2014

À deux semaines du Prix de Cornulier, le Prix du Calvados est l’occasion de peaufiner sa condition pour les meilleurs trotteurs montés. Du fait de leurs titres et de leur début de meeting réussi, Ulysse et Singalo sont particulièrement sous le feu des projecteurs. Avec sa nouvelle victoire, Ulysse se pose en candidat sérieux pour le Prix de Cornulier.
| Prix             | Vainqueur | S/A | Pays   | Temps  | Distance | Père     | Driver          | Deuxième         | Troisième |
| Prix du Calvados | Ulysse    | M.6 | France | 1'14"1 | 2 850 m  | Love You | Thomas Levesque | Rapide du Digeon | Utoky     |

- 11 janvier 2014

À ce stade du meeting, les lignes sont bien établies. Le Prix de Croix est une nouvelle confrontation pour la génération des 5 ans, mais un rendement de distance est cette fois imposé aux chevaux les plus riches. Village Mystic s’élance donc en retrait, quant à Victoire elle préfère décliner la lutte. Vigove profite de la situation pour inscrire son nom au palmarès de l’épreuve. Dans le Prix Maurice de Gheest c’est la ligne du Prix Emmanuel Margouty qui fait référence. Le jumelé gagnant y est d’ailleurs identique : Brillantissime poursuit sa moisson de victoires devant Bird Parker.
| Prix                   | Vainqueur      | S/A* | Pays   | Temps  | Distance | Père       | Driver            | Deuxième      | Troisième      |
| Prix de Croix          | Vigove         | M.5  | France | 1'16"6 | 2 850 m  | Gazouillis | Pierre Vercruysse | Viking de Val | Voyage de Rêve |
| Prix Maurice de Gheest | Brillantissime | M.3  | France | 1'16"3 | 2 700 m  | Ready Cash | Jos Verbeeck      | Bird Parker   | Black d'avril  |

- 12 janvier 2014

Coup de théâtre peu avant la déclaration de partants du Prix de Belgique, Texas Charm qui y disposait d’un bel engagement et qui s’annonçait comme le favori du Grand Prix d'Amérique à la suite de sa démonstration dans le Prix de Bourgogne est forfait pour la suite du meeting d’hiver après à une fêlure au canon. Entre les tout meilleurs qui se préservent pour le dernier dimanche de janvier et ceux qui doivent rentre la distance, l’attention se porte sur les concurrents en forme du premier poteau : Victoire, pour la première fois face aux aînés ou Univers de Pan, modèle de régularité. Yarrah Boko, concurrent suédois, entraîné par un staff norvégien, conserve finalement sa couronne dans ce Prix de Belgique en devançant Univers de Pan. C’est la première victoire étrangère du meeting dans un semi-classique. Dans le Prix Ténor de Baune les six ans sont seuls au départ. C’est l’occasion de derniers réglages avant l’Amérique pour Up And Quick ou Uhlan du Val. Pendant  la course on assiste à un véritable tour de force d’Up And Quick. Rapidement installé tête et corde, par Jean-Michel Bazire, à la manière des forts, le pensionnaire de Franck Leblanc s’envole dans la ligne droite finale et laisse une grosse impression. Uhlan du Val, qui essaie un temps de le suivre, doit rendre les armes et échoue au quatrième rang. Autre groupe II d’une réunion très dense, le Prix Gélinotte remet aux prises les candidates du Prix Une de Mai. Cette fois le jumelé gagnant est inversé, Be My Girl, au terme d’une vive lutte, prend sa revanche sur Billie de Montfort.
| Prix                | Vainqueur    | S/A* | Pays   | Temps  | Distance | Père             | Driver             | Deuxième           | Troisième         |
| Prix de Belgique    | Yarrah Boko  | M.9  | Suède  | 1'14"4 | 2 850 m  | Cocktail Jet     | Pierre Vercruysse  | Univers de Pan     | Soleil du Fossé   |
| Prix Ténor de Baune | Up And Quick | M.6  | France | 1'13"3 | 2 700 m  | Buvetier d'Aunou | Jean-Michel Bazire | Unabella Perrine   | Une Fille d'Amour |
| Prix Gélinotte      | Be My Girl   | F.3  | France | 1'16"1 | 2 700 m  | Love You         | Jos Verbeeck       | Billie de Montfort | Biguglia          |

## Le cœur du meeting
- 18 janvier 2014

En cette mi-janvier nous rentrons dans le cœur du meeting d’hiver de Vincennes. Les plus belles courses, de niveau groupe I, vont désormais s’enchaîner régulièrement .Ce premier week-end fait la part belle au trot monté. Le Prix de Pardieu, qui réunit les meilleures pouliches de 4 ans au monté, fait figure d’amuse-bouche avant la réunion dominicale.
| Prix            | Vainqueur   | S/A* | Pays   | Temps  | Distance | Père          | Driver         | Deuxième        | Troisième     |
| Prix de Pardieu | À Nous Deux | F.4  | France | 1'13"1 | 2 175 m  | Goetmals Wood | Nathalie Henry | Anastasia Fella | Auréa Vikland |

- 19 janvier 2014

Le Prix de Cornulier, considéré comme le championnat du monde des trotteurs montés, réunit dix-sept spécialistes de la discipline. Aucun cheval ne se présente au départ de l’édition 2014 avec le statut d’épouvantail. Save The Quick, Ulysse, Singalo, et dans une moindre mesure Quarry Bay ou Tiégo d’Étang sont tous de possibles lauréats. La principale surprise de la déclaration de partants est l’absence de Vision Intense, reine incontestée des 5 ans montés. Son entourage souhaite la préserver d’une lutte ardue face aux aînés. Il est vrai que les 5 ans figurent rarement au palmarès. Seul One du Rib en 2007 fait figure d’exception lors des vingt dernières années. Roxane Griff, la plus riche du lot, fait parler sa classe et son expérience. Elle remporte cette édition 2014 devant Tiégo d'Étang et l'outsider Saphir de Morge. 
| Prix              | Vainqueur    | S/A | Pays   | Temps  | Distance | Père           | Driver      | Deuxième      | Troisième       | Quatrième    | Cinquième          |
| Prix de Cornulier | Roxane Griff | F.9 | France | 1'12"3 | 2 700 m  | Ténor de Baune | Éric Raffin | Tiégo d'Étang | Saphir de Morge | Taïga du Rib | Twist des Caillons |

| Prix                     | Vainqueur     | S/A* | Pays   | Temps  | Distance | Père            | Driver            | Deuxième       | Troisième          |
| Prix Camille de Wazières | Al Capone Jet | M.4  | France | 1'13"8 | 2 175 m  | Jag de Bellouet | Matthieu Abrivard | American Eagle | Archimède le Group |

- 26 janvier 2014

L’heure du grand rendez-vous du meeting d’hiver 2013-2014 a sonné. Dix-huit trotteurs sont réunis au départ de la  93e édition du Grand Prix d'Amérique. Le forfait de Texas Charm a rebattu les cartes. Ready Cash et Up And Quick devraient rallier la majorité des suffrages mais une surprise n’est pas à exclure, aucun favori n’étant au-dessus du lot. Le déroulement de cette édition 2014 est marqué par la présence de la pluie. Elle s’abat sur l’hippodrome de Vincennes depuis le début de l’après-midi et rend la piste gorgée d’eau. Up And Quick, fidèle à sa tactique prend rapidement les commandes de l’épreuve, suivi de près par Ready Cash mais celui-ci se met à la faute à l’entrée de la ligne droite finale. C’est finalement le concurrent suédois, Maharajah, qui parvient à déborder le rouleau compresseur Up And Quick aux abords du poteau.  Il crée une demi-surprise dans la mesure où il n’était pas apparu en piste cet hiver à Vincennes et du coup son réel état de forme était difficile à cerner. Il est à noter cependant qu’il était présenté pour la première fois déferré des quatre pieds ce qui l’a sans doute amélioré et qu’il avait de sérieux titres à faire valoir du haut de ses neuf ans (deuxième du Prix d'Amérique en 2011 notamment). Yarrah Boko, autre suédois, confirme sa forme du Prix de Belgique et complète le podium. Roxane Griff, vainqueur du Prix de Cornulier est quatrième devant Timoko, inoxydable concurrent, de toutes les luttes depuis ses trois ans. Dans les joutes semi-classiques du jour, Recit Jeloca devance Quarry Bay dans le Prix Jacques Andrieu, Vision Intense et Valse Castelets refont parler la poudre dans le Prix Camille Blaisot. Enfin dans le Prix Charles Tiercelin, première confrontation croisée pour mâles et femelles du meeting chez les quatre ans, Alésia d’Atout s’affirme devant Aladin d’Écajeul, sage cette fois-ci, au contraire d’Akim du Cap Vert fautif derrière l’autostart. 
| Prix                  | Vainqueur | S/A | Pays  | Temps  | Distance | Père          | Driver          | Deuxième     | Troisième   | Quatrième    | Cinquième |
| Grand Prix d'Amérique | Maharajah | M.9 | Suède | 1'13"3 | 2 700 m  | Viking Kronos | Örjan Kihlström | Up And Quick | Yarrah Boko | Roxane Griff | Timoko    |

| Prix                   | Vainqueur      | S/A* | Pays   | Temps  | Distance | Père          | Driver                   | Deuxième         | Troisième       |
| Prix Jacques Andrieu   | Recit Jeloca   | H.9  | France | 1'14"0 | 2 850 m  | First de Retz | Jean-Loïc-Claude Dersoir | Quarry Bay       | Texas de l'Iton |
| Prix Camille Blaisot   | Vision Intense | F.5  | France | 1'13"1 | 2 850 m  | Prodigious    | Nathalie Henry           | Valse Castelets  | Valdice de Mars |
| Prix Charles Tiercelin | Alésia d'Atout | F.4  | France | 1'13"1 | 2 100 m  | Défi d'Aunou  | Mathieu Mottier          | Aladin d'Écajeul | Axelle Dark     |

- 1er février 2014

L’épreuve phare du meeting, le Grand Prix d'Amérique, est passée et trois quart des courses de niveau groupe II (36 sur 48) du meeting sont déjà disputées à l’amorce de ce dernier mois de compétition. Cependant, il reste d’importantes réunions et six courses de niveau groupe I à suivre. La fraîcheur physique devient un paramètre primordial à ce stade du meeting après trois mois de compétition. Pour ce premier jour de février, on retrouve les ‘B’, âgés de 3 ans, sur la route du Critérium des Jeunes, le 16 février. Les favoris, Billie de Montfort, deuxième chez les pouliches, et Brillantissime, troisième chez les poulains, connaissent des ennuis de trafic, ce qui laisse la porte ouverte à des outsiders. Le Critérium des Jeunes s’annonce indécis.
| Prix           | Vainqueur     | S/A* | Pays   | Temps  | Distance | Père          | Driver        | Deuxième           | Troisième          |
| Prix Paul Viel | Black d'avril | M.3  | France | 1'14"0 | 2 175 m  | Oceano Nox    | Franck Ouvrie | Brutus de Bailly   | Brillantissime     |
| Prix Roquépine | Bambina Magic | F.3  | France | 1'14"7 | 2 175 m  | Nuage de Lait | Franck Nivard | Billie de Montfort | Bardane du Houlbet |

- 2 février 2014

Le Prix de l'Ile-de-France fait figure de revanche du Prix de Cornulier mais sur une distance plus courte. Ils ne sont que huit au départ. Si Roxane Griff répète sa valeur du Prix Reynolds ou du Prix de Cornulier, elle s’annonce difficile à contrer. Intouchable, elle passe le poteau en tête en toute désinvolture et réalise un très grand meeting d’hiver. Quarry Bay, deuxième, est la reine des accessits d’honneur.
| Prix                    | Vainqueur    | S/A | Pays   | Temps  | Distance | Père           | Driver      | Deuxième   | Troisième       | Quatrième      | Cinquième   |
| Prix de l'Ile-de-France | Roxane Griff | F.9 | France | 1'11"6 | 2 175 m  | Ténor de Baune | Éric Raffin | Quarry Bay | Saphir de Morge | Quinoa du Gers | Sakura Jiel |

- 6 février 2014

On retrouve les meilleurs cinq ans à l’attelé dans le Prix Jean Le Gonidec. Ceux-ci ont déjà beaucoup lutté cet hiver et la question est de savoir qui a gardé le plus de fraîcheur pour terminer le meeting en fanfare, cette compétition étant l'avant-dernière du meeting réservée aux seuls cinq ans dans cette discipline. Vanika du Ruel, que l’on avait vu faire un bout impressionnant dans le Prix de Belgique, se rappelle à notre bon souvenir et s’adjuge l’épreuve.
| Prix                 | Vainqueur      | S/A* | Pays   | Temps  | Distance | Père  | Driver      | Deuxième       | Troisième   |
| Prix Jean Le Gonidec | Vanika du Ruel | F.5  | France | 1'12"8 | 2 175 m  | Jardy | Franck Anne | Village Mystic | Pascia’Lest |

- 8 février 2014

Dernière confrontation du meeting pour les seuls quatre ans à l’attelé, le Prix Éphrem Houel met aux prises des concurrents maintes fois vus en piste cet hiver. Le poteau franchi, certains pourront goûter à un repos bien mérité aux écuries. À noter cependant que la course est aussi l’occasion d’une rentrée pour quelques concurrents du bas du tableau.
| Prix              | Vainqueur       | S/A* | Pays   | Temps  | Distance | Père         | Driver      | Deuxième  | Troisième      |
| Prix Ephrem Houel | Astor du Quenne | M.4  | France | 1'15"1 | 2 850 m  | Opus Viervil | Éric Raffin | Atlessima | Alésia d'Atout |

- 9 février 2014

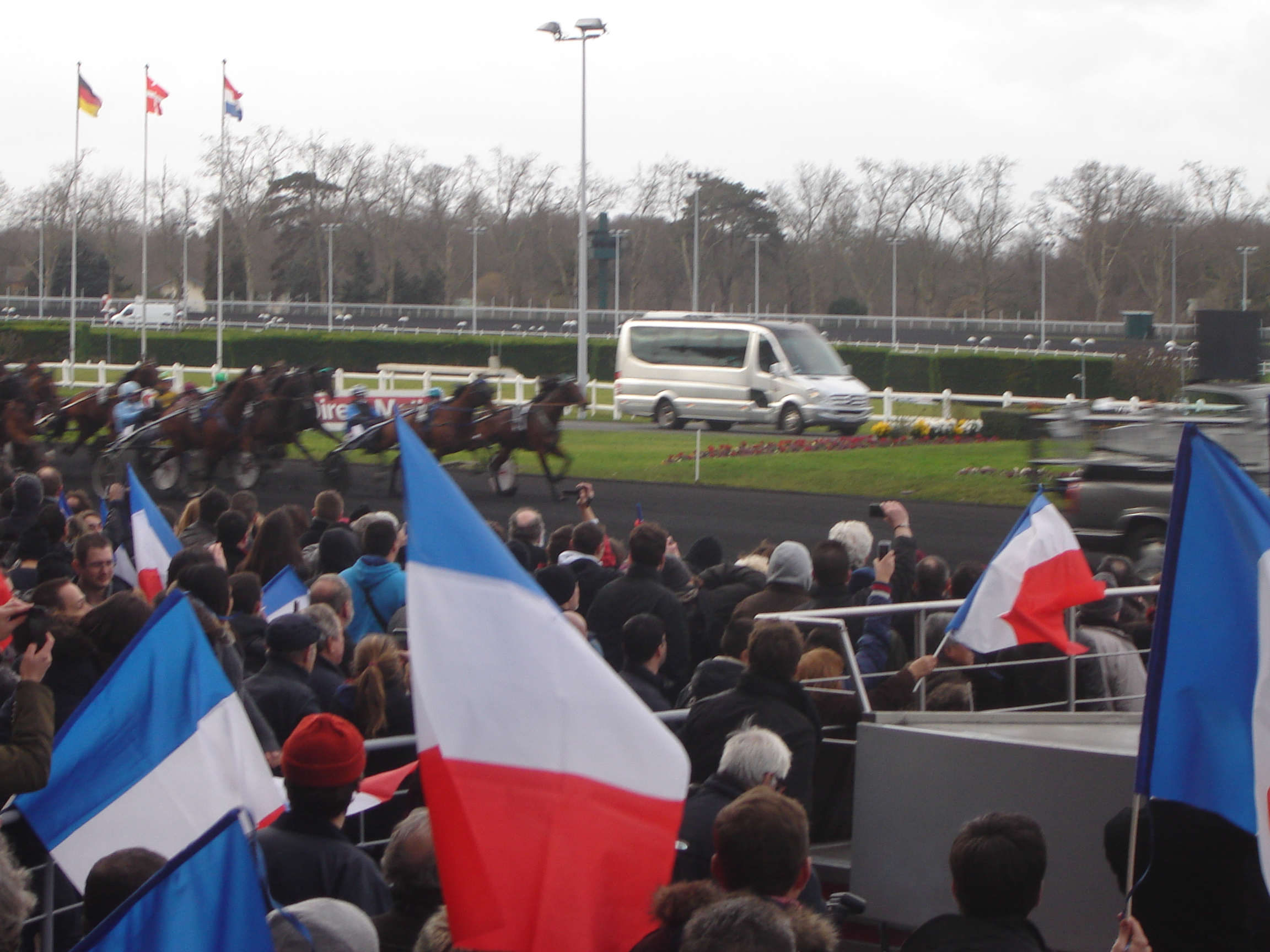
Le départ du Grand Prix de France 2014.

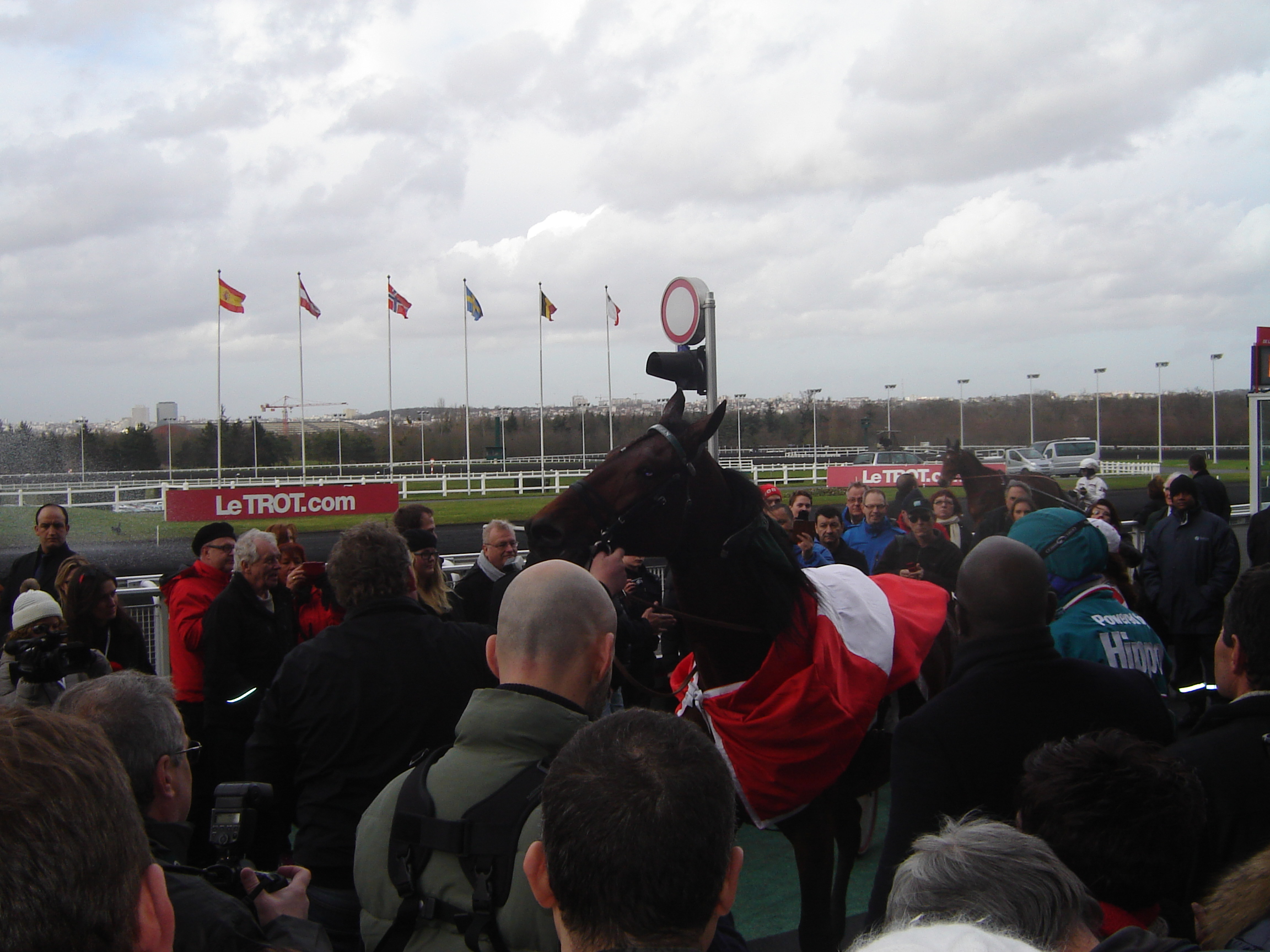
Le cheval suédois Noras Bean vainqueur du Grand Prix de France.

Deux groupes I au menu de cette réunion dominicale. Traditionnel sprint revanche du Grand Prix d'Amérique, le Grand Prix de France se dispute sans Maharajah, vainqueur en janvier. Les jeux s’annoncent particulièrement ouverts. Les places derrière l’autostart, ainsi que les conditions météorologiques, jouent un rôle prépondérant. Un peu à l’image du Grand Prix d'Amérique c’est un concurrent suédois, non vu en piste à Vincennes cet hiver, qui vient régler le peloton. Noras Bean devance de peu Univers de Pan et Tieégo d’Étang. Ce concurrent était spécialement préparé pour cet objectif puisqu’il avait très peu couru en  prévision de ce Grand Prix de France. Le crack Ready Cash fait ses adieux à la compétition à l’occasion de cette course mais est rapidement disqualifié durant le parcours. Up And Quick, autre postulant et favori de la cote, ne suit pas sa tactique habituelle de prendre les devants et du coup se laisse enfermer à l’approche de la ligne droite finale. Son driver, Jean-Michel Bazire, n’insiste pas et il finit au huitième rang. 
| Prix                 | Vainqueur  | S/A | Pays  | Temps  | Distance | Père        | Driver     | Deuxième       | Troisième     | Quatrième   | Cinquième    |
| Grand Prix de France | Noras Bean | M.9 | Suède | 1'12"1 | 2 100 m  | Super Arnie | Björn Goop | Univers de Pan | Tiégo d'Étang | Yarrah Boko | Uhlan du Val |

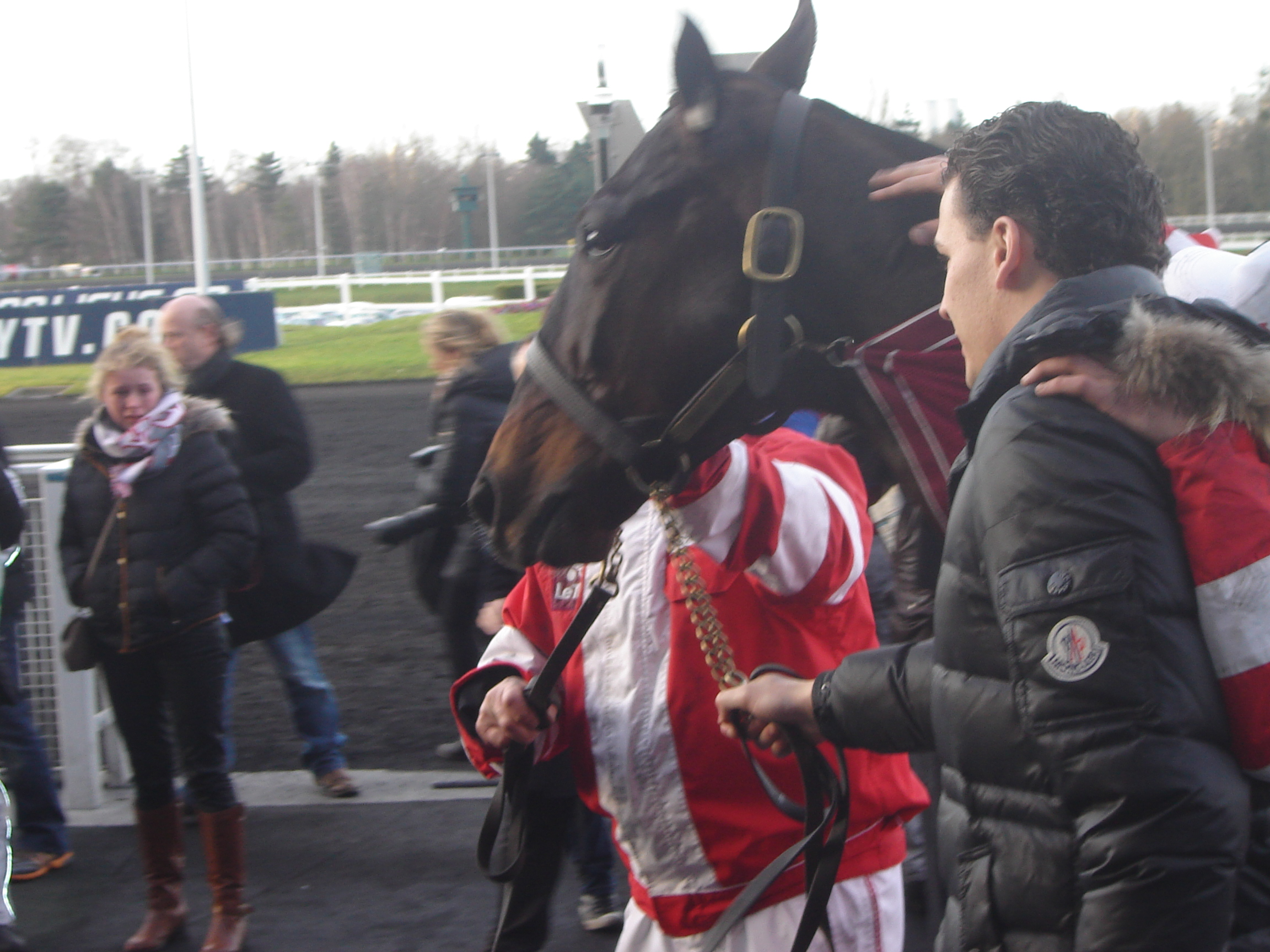
Le crack Ready Cash fait ses adieux à la piste à l’occasion du Grand Prix de France.

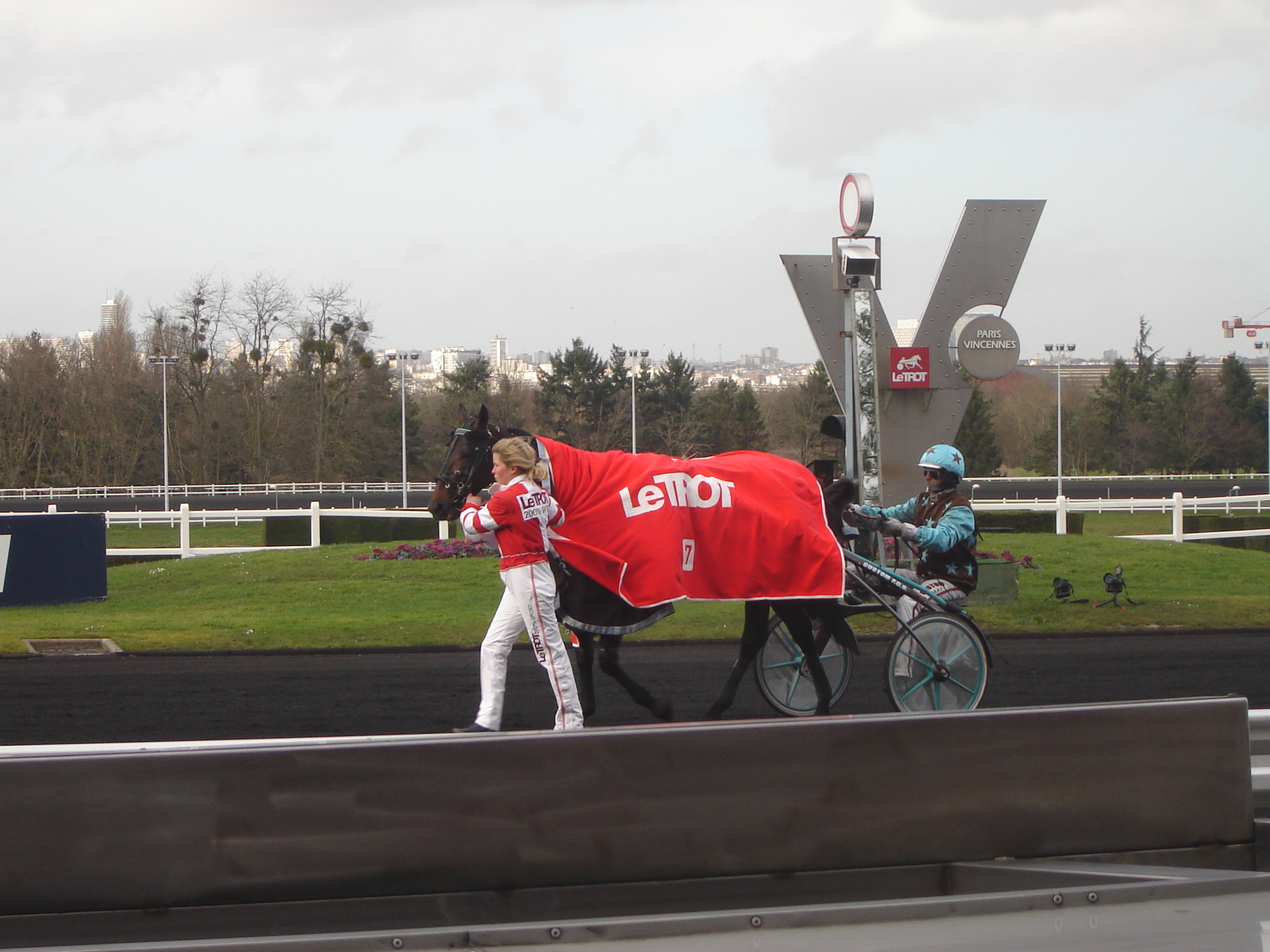
Up And Quick lors du défilé du Grand Prix de France.

Autre groupe I du jour, le Prix des Centaures est une course poursuite au monté entre les quatre ans et leurs aînés de cinq et six ans qui partent avec un handicap de 25 mètres. On assiste à une course bien étrange puisque douze des quinze prétendants sont disqualifiés pour allures irrégulières. Anastasia Fella franchit le poteau la première mais au galop. L’outsider Valdice de Mars hérite sur tapis vert de la victoire. La deuxième, Ultima Queen, est maintenue à sa place mais seulement après enquête des commissaires sur ses allures. Valse Castelets complète un podium de femelles. Les autres allocations ne trouvent pas preneurs puisque tous les autres chevaux sont déjà disqualifiés. C’est une course au déroulement vraiment atypique et qui laisse un sentiment de confusion et de malaise sur l’hippodrome.

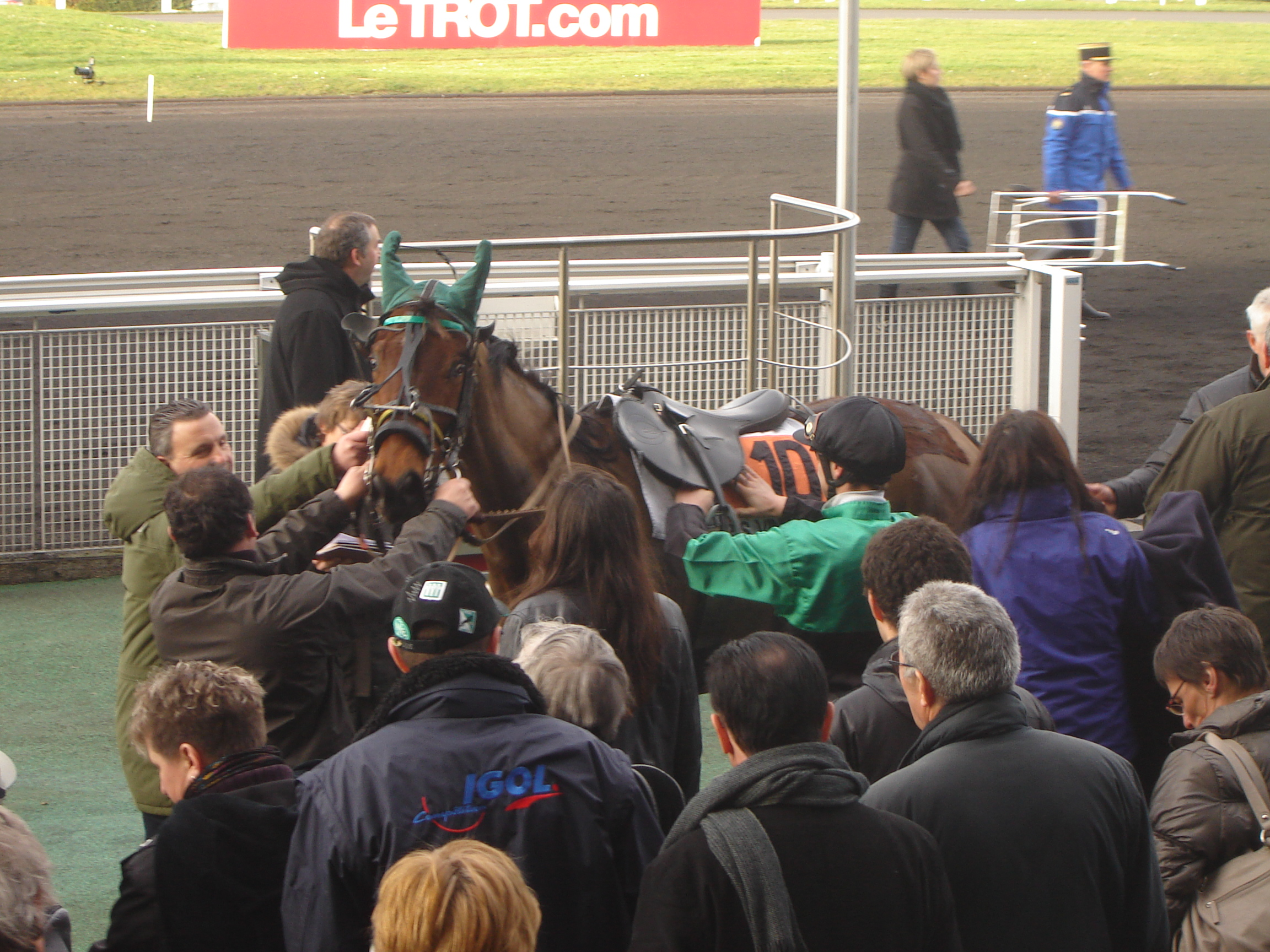
Valdice de Mars, vainqueur sur tapis vert du Prix des Centaures.

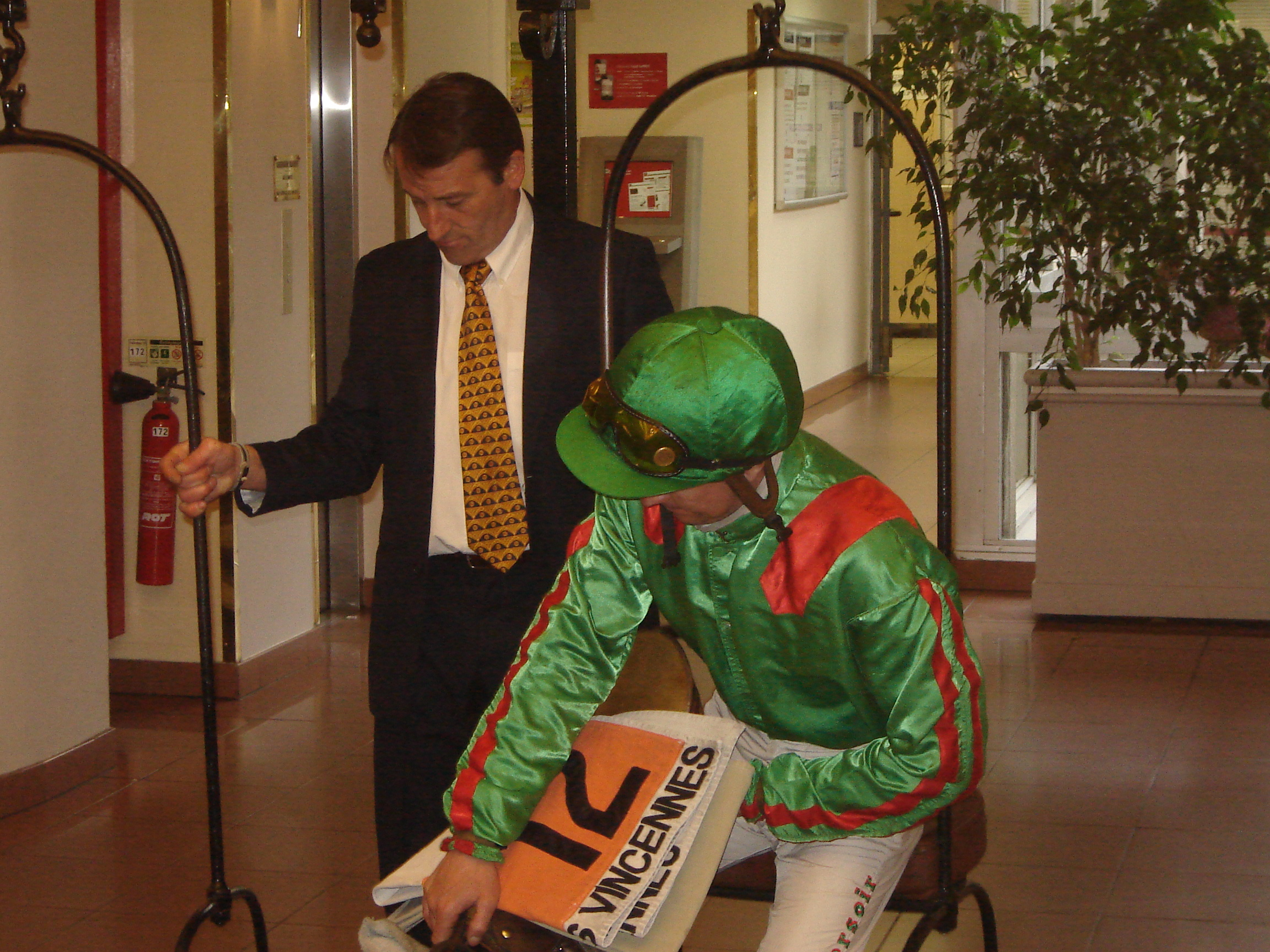
Jean-Loïc-Claude Dersoir, jockey de Valse Castelets, à la pesée, avant le Prix des Centaures.

| Prix               | Vainqueur       | S/A | Pays   | Temps  | Distance | Père             | Driver            | Deuxième     | Troisième       |
| Prix des Centaures | Valdice de Mars | F.5 | France | 1'13"0 | 2 200 m  | Lynx de Bellouet | Yoann Lebourgeois | Ultima Queen | Valse Castelets |

## Les dernières joutes
- 13 février 2014

Trois semaines restent à couvrir dans ce meeting d’hiver de Vincennes 2013-2014. C’est l’heure des dernières joutes et des premiers bilans. La Suède a marqué de son empreinte le cœur du meeting avec les victoires de Maharajah et de Noras Bean. On retient aussi les victoires éclatantes de Roxane Griff au trot monté. En ce jeudi 13 février 2014, pour la première fois de l’hiver, on retrouve la génération des ‘B’ au niveau semi-classique monté. Les deux courses réunissent dix partants. Chez les femelles, Beauty Turgot se présente avec la meilleure réduction kilométrique, chez les mâles il s’agit de Baggio du Châtelet. Ces deux concurrents s’imposent dans leur course respective.
| Prix                   | Vainqueur          | S/A* | Pays   | Temps  | Distance | Père           | Driver            | Deuxième        | Troisième    |
| Prix Édouard Marcillac | Baggio du Châtelet | M.3  | France | 1'14"8 | 2 175 m  | Niky           | Matthieu Abrivard | Brooklyn Bridge | Bazaki Seven |
| Prix Holly du Locton   | Beauty Turgot      | F.3  | France | 1'15"3 | 2 175 m  | Hand du Vivier | Franck Nivard     | Brise de l'Alba | Biguglia     |

- 16 février 2014

L’heure du grand rendez-vous de l’hiver a sonné pour les trois ans. Le critérium des Jeunes est à l’affiche. Le poulain le plus riche, Brillantissime, et la pouliche la plus riche, Billie de Montfort, sont à suivre de près, à moins qu’un troisième larron ne vienne perturber cette hiérarchie provisoire. On assiste à une superbe lutte entre Billie de Montfort et Brillantissime dans la ligne droite finale. Alors que ce dernier prend le dessus sur sa contemporaine, il se met à la faute et laisse la victoire à Billie de Montfort qui succède à deux autres femelles au palmarès, Vanika du Ruel en 2012 et Avila en 2013.
| Prix                 | Vainqueur          | S/A | Pays   | Temps  | Distance | Père            | Driver      | Deuxième         | Troisième     | Quatrième | Cinquième   |
| Critérium des Jeunes | Billie de Montfort | F.3 | France | 1'14"4 | 2 700 m  | Jasmin de Flore | Éric Raffin | Brutus de Bailly | Black d'Avril | Bixente   | Bird Parker |

- 17 février 2014

En cette fin de meeting, les lots se creusent et les organismes sont fatigués. Ils ne sont que neuf au départ du Prix Ovide Moulinet, dernier semi-classique de l’hiver pour les seuls cinq ans à l’attelé. Villeroi créé une demi-surprise et s’adjuge le haut du podium devant Village Mystic et le régulier Viking de Val. Villeroi profite du fait d’avoir récemment moins couru que d’autres, notamment Vanika du Ruel, Victoire ou Voyage de Rêve, tous émoussés par un éprouvant hiver et qui terminent plus loin dans l’épreuve.
| Prix                | Vainqueur | S/A* | Pays   | Temps  | Distance | Père           | Driver              | Deuxième       | Troisième     |
| Prix Ovide Moulinet | Villeroi  | M.5  | France | 1'13"9 | 2 700 m  | Oiseau de Feux | Jean-Étienne Dubois | Village Mystic | Viking de Val |

- 23 février 2014

Up And Quick remet les pendules à l’heure dans la dernière épreuve du meeting d’hiver réservée aux tout meilleurs, le Grand Prix de Paris, traditionnelle course marathon, longue de 4 150 mètres. Il devance Tiégo d’Étang, toujours là depuis le début du meeting, et Roxane Griff. Le Prix Paul Bastard est aussi l’occasion d’une mise au point après la course hécatombe du Prix des Centaures. Vision Intense, sage, y retrouve les honneurs de la plus haute marche du podium.
| Prix                | Vainqueur    | S/A | Pays   | Temps  | Distance | Père             | Driver             | Deuxième      | Troisième    | Quatrième     | Cinquième  |
| Grand Prix de Paris | Up And Quick | M.6 | France | 1'13"8 | 4 150 m  | Buvetier d'Aunou | Jean-Michel Bazire | Tiégo d'Étang | Roxane Griff | Taormina d'Em | Son Alezan |

| Prix              | Vainqueur      | S/A* | Pays   | Temps  | Distance | Père       | Driver         | Deuxième        | Troisième       |
| Prix Paul Bastard | Vision Intense | F.5  | France | 1'14"8 | 2 700 m  | Prodigious | Nathalie Henry | Valdice de Mars | Valse Castelets |

- 27 février 2014

Dans cette avant-dernière réunion du meeting, on assiste à un doublé victorieux du jockey Yoann Lebourgeois. Dans le groupe II monté réservé aux pouliches de trois ans, il s’impose en selle sur Bomba, dans la course équivalente chez les poulains, il mène victorieusement le débutant dans la discipline, Bird Parker.
| Prix                   | Vainqueur   | S/A* | Pays   | Temps  | Distance | Père          | Driver            | Deuxième        | Troisième       |
| Prix Ali Hawas         | Bomba       | F.3  | France | 1'16"8 | 2 700 m  | Goetmals Wood | Yoann Lebourgeois | Beauty Turgot   | Ballerine Griff |
| Prix Félicien Gauvreau | Bird Parker | M.3  | France | 1'16"4 | 2 700 m  | Ready Cash    | Yoann Lebourgeois | Brooklyn Bridge | Bingo Star      |

- 1er mars 2014

Après quatre mois d’intense compétition hippique, l’hippodrome de Paris-Vincennes baisse le rideau du meeting d’hiver 2013-2014. C’est une véritable réunion de gala qui est proposée en ce premier jour du mois de mars pour clore les débats. Dans le Prix de Sélection, dernier groupe I de l’hiver, Aladin d’Écajeul, profite de son avance de 25 mètres pour contenir le retour d’Uhlan du Val, très constant cet hiver. Le Prix de l'Union européenne a la particularité d’accepter la présence de hongres au départ d’une course semi-classique. Ceux-ci, réservés pour cet objectif, en profitent pour composer l’intégralité du podium : Sanity, facile lauréat, devant On Track Piraten et Roi du Lupin. À Nous Deux, dans le Prix Louis Le Bourg, huitième course de la réunion, est le dernier vainqueur semi-classique de l’hiver 2013-2014.
| Prix              | Vainqueur        | S/A | Pays   | Temps  | Distance | Père       | Driver      | Deuxième     | Troisième       | Quatrième      | Cinquième      |
| Prix de Sélection | Aladin d'Écajeul | M.4 | France | 1'11"3 | 2 200 m  | Quaker Jet | Éric Raffin | Uhlan du Val | Aldo des Champs | Village Mystic | Univers de Pan |

| Prix                       | Vainqueur   | S/A* | Pays   | Temps  | Distance | Père          | Driver         | Deuxième         | Troisième    |
| Prix de l'Union européenne | Sanity      | H.8  | France | 1'14"5 | 3 000 m  | Love You      | Franck Ouvrie  | On Track Piraten | Roi du Lupin |
| Prix Louis Le Bourg        | À Nous Deux | F.4  | France | 1'15"3 | 2 850 m  | Goetmals Wood | Nathalie Henry | Airport          | A Priori     |

## Les faits marquants du meeting
- Avec 42 succès, les chevaux étrangers ont battu leur record de victoires lors de ce meeting. Leurs deux victoires les plus emblématiques étant celles de Maharajah dans le Grand Prix d'Amérique et celle de Noras Bean dans le Grand Prix de France[11].
- 6 victoires dans des courses de groupe I sur les 11 proposées lors de ce meeting, c’est le bilan flatteur du jockey et driver Eric Raffin. Il s'impose deux fois avec Aladin d'Ecajeul et deux fois avec Roxane Griff, qui connaît une seconde jeunesse à l'occasion de ce meeting.
- Du côté des entraîneurs, Jean-Loïc-Claude Dersoir est à l’honneur avec 17 succès.
- Au niveau des meilleurs chevaux français, Royal Dream, fantomatique cet hiver, et  Ready Cash, qui termine sa carrière sur deux disqualifications, passent le témoin à la génération des ‘U’ : Up And Quick, Univers de Pan ou Uhlan du Val.
- Le Prix des Centaures, avec 12 chevaux disqualifiés sur les 15 au départ, est indigne d’une course de  niveau groupe I.
- Si les affluences dominicales sur l’hippodrome sont d’un niveau correct, les enjeux nationaux des parieurs sur les courses du meeting, eux, continuent de s’éroder [12].
- En ce qui concerne les conditions climatiques, le meeting 2013-2014 est marqué par un hiver exceptionnellement doux [13]. Aucune réunion n’est perturbée par la présence de neige ou de froid vif.